# Пастушок оливковий
Пастушок оливковий (Aramides mangle) — вид журавлеподібних птахів родини пастушкових (Rallidae). Ендемік Бразилії.

## Опис
Довжина птаха становить 30 см. Голова і задня частина шиї сірі, підборіддя і верхня частина горла світло-сірі або білі, решта горло і груди рудуваті. Верхня частина тіла і крила оливково-зелені, хвіст чорний. Райдужки і лапи червоні. Дзьоб жовтий, зверху біля основи червонувато-оранжеві.

## Поширення і екологія
Оливкові пастушки мешкають в прибережних районах на сході Бразилії, від північної Пари до північно-західної Парани. Вони живуть в мангрових лісах та в прибережних заболочених лісах. Живляться рибою і ракоподібними, зокрема крабами.